# 原胤禄
原 胤禄（はら たねとし、生没年不詳）は、江戸時代後期の幕臣。通称は新七郎、半左衛門。千葉氏支流原氏の出といい、甲斐武田家の家臣原胤歳の子孫にあたる、12代目原家当主。八王子千人頭を務めたほか、祖父の原胤敦に続いて、1831年（天保2年）相模国津久井の調査を命じられ、1836年（天保7年）に『新編相模国風土記稿』津久井県の部10巻を献上した。剣は太平真鏡流。

## 家族
三男は幕末に外国奉行や開成所頭取などを務めた江連堯則。